# Hudodelci (film)
Hudodelci je slovenski dramski film iz leta 1987, posnet po istoimenskem romanu Marjana Rožanca. 
Govori o zamejskem Slovencu in kriminalcu Petru Bordonu, informbirojevski žrtvi.
Film je bil del tekmovalnega programa na 38. berlinskem filmskem festivalu l. 1988.

## Zgodba
Peter Bordon, zamejski Slovenec, se v prvih povojnih letih iz Trsta zateče v Ljubljano. Spoprijatelji se s tremi starejšimi italijanskimi komunisti, ki so tudi pribežali iz Julijske Krajine. Leta 1948 jih varnostna služba zaprosi za posredovanje v Trstu. Italijani sodelovanje zavrnejo, Peter pa se ponudi, da nalogo opravi sam in to predvsem zato, da bi zopet srečal ljubljeno Florence, učiteljico angleščine.

## Produkcija
Snemanje je od 24. marca 1987 potekalo tudi v novomeških zaporih, kjer je Slak posnel že svoj film Eva. Nekateri pazniki so nastopili v stranskih vlogah. Med naslednjimi snemalnimi lokacijami so omenili Reko, Pančevo, Beograd in Zrenjanin. Planirali so štirideset snemalnih dni. Producent naj ne bi dovolil Slaku uporabe črnobelega filmskega traku.

## Kritike
Poznavanje Rožančeve knjige je po Lilijani Resnik (Delo) omogočilo lažje razumevanje filma, ki je dovolj zapleten s časovnimi in prostorskimi preskoki. Pohvalila je dobro posnete in odigrane filmske nize, zmotila pa jo je montaža, ki je povzročila težave z ritmom. Opazila je, da se Slak zanaša na akcije in reakcije junakov in želela si je malo bolj globoke posege v duševnost glavnega junaka, ki bi po njenem omilili zastoje in razčistili glavno poanto. Pohvalila je glasbo, fotografijo in glavnega igralca ter film, ki je kljub pomanjkljivostim celovit in eden od viškov med podobnimi izdelki režiserjev Grlića in Kusturice.

## Zasedba
- Mario Šelih: Peter Bordon
- Anja Rupel: Štefka
- Rade Šerbedžija: Raka
- Mustafa Nadarević: Ljuba Kurtović
- Bata Živojinović: preiskovalni
- Elizabeth Spender: Florence
- Vlado Repnik: Ivan
- Boris Bakal: uradnik Jovanovič

## Ekipa
- glasba: Bugenhegen/Laibach
- fotografija: Boris Turković
- montaža: Vuksan Lukovac
- scenografija: Janez Kovič
- kostumografija: Bjanka Adžić Ursulov
- maska: Halid Redžebašić

## Predvajanje
Film je bil slovesno predvajan 16. novembra 1987 v Cankarjevem domu. Premiera je bila tudi v Kopru, film so predvajali še v Piranu, Izoli in drugih priobalnih krajih.

## Izdaje na nosilcih
- Hudodelci. videokaseta. Andromeda, 1996

## Nagrade
- 1989: nagrada Prešernovega sklada za režijo

### Teden domačega filma 1987
- zlata nagrada Metod Badjura za režijo
- zlata nagrada Metod Badjura za glasbo
- priznanje Metod Badjura za scenografijo
- priznanje Metod Badjura za zvok: Hanna Preuss Slak
- debitant leta: Mario Šelih